# Elecciones generales de Sudán de 1996
Las elecciones generales de Sudán de 1996 contemplaron la renovación total de la Asamblea Nacional de Sudán como la elección del Presidente de la República. Se llevaron a cabo en conjunto entre los días 6 y 17 de marzo de 1996. Se escogieron 400 asientos parlamentarios y el presidente en ejercicio, Omar Hasán Ahmad al Bashir, fue reelegido como jefe de Estado.

## Sistema de gobierno

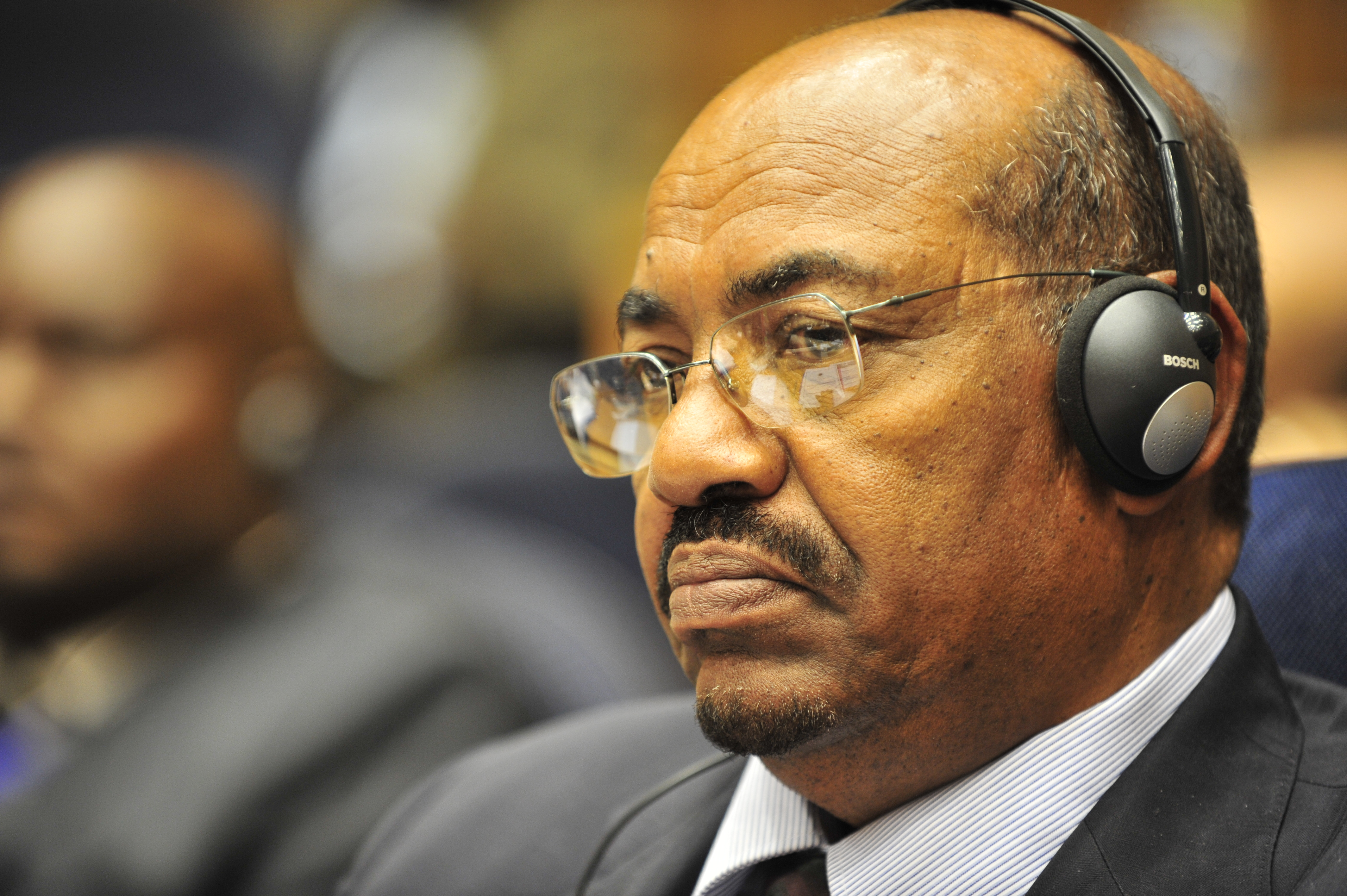
Omar Hasan Ahmad al-Bashir, Presidente de Sudán electo en 1996.

Sudán tiene un gobierno autoritario desde que tomó el poder el general Omar Hasan Ahmad al-Bashir en 1989. Sin embargo ha llamado a elecciones para legitimar su autoridad, en las cuales su colectividad, el Partido del Congreso Nacional, es la organización política que domina la Asamblea Nacional de Sudán. La Asamblea Nacional de Sudán se compone de 360 asientos parlamentarios y se eligen por provincias.

## Candidaturas
Los partidos políticos se encontraban suspendidos de la legalidad desde 1989, cuando el general al-Bashir tomó posesión del poder vía golpe militar. Todas las candidaturas presentadas para la opción presidencial fueron como independientes, donde la más destacada fue la opción del opositor Abd al-Majid Sultan Kijab, quien solo logró un 2,4% de los votos. Se presentaron otros 38 candidaturas para Presidente.
En el caso de la Asamblea Nacional de Sudán (Majlis Watani) se presentaron 900 candidatos para ocupar los 275 escaños en disputa. Los 125 escaños restantes se escogieron a través de una conferencia nacional celebrada antes de la elección.

## Antecedentes
Las elecciones se llevaron a cabo para articular una nueva Asamblea Nacional, ya que el golpe de Estado de 1989 había suspendido la constitucionalidad. Se retomó el carril democrático que debía escogerse en 1995 para la 13a. Legislación. Debido a problemas logísticos, la elección se llevó a cabo durante un período de dos semanas, mientras la campaña solo demoró 12 días. Los grupos de oposición pidieron boicotear la votación, por considerarla un procedimiento injusto.
Debido a la guerra civil en el sur del país, donde los rebeldes del Movimiento de Liberación del Pueblo de Sudán luchaba contra las fuerzas del gobierno, no se hizo la votación en 11 distritos del sur. De acuerdo a los resultados finales en las circunscripciones restantes, el presidente al-Bashir y sus candidatos parlamentarios obtuvieron victorias claras.
El 23 de marzo el presidente electo declaró a Sudán como una nación de orientación islámica, sin permitir la actividad política durante su nuevo mandato, ahora democrático, de 5 años. El Parlamento escogido se reunió el 1 de abril, donde el jefe de Estado les encomienda la redacción de una nueva Constitución para el país, la que fue sometida a referéndum para 1998.

## Resultados electorales

### Presidenciales
|  | 75,4 % |

|  | 2,4 % |

|  | 22,2 % |

|  | 94,61 % |

|  | 5,39 % |

|  | 72,1 % |

### Asamblea Nacional
Considerando que la Asamblea Nacional de Sudán se compuso solo de miembros independientes cercanos al régimen gobernante, la distribución por género quedó estipulado de la siguiente forma.
|  | 94,75 % |

|  | 5,25 % |

|  | 100,00 % |